# Combat Zone Wrestling
Combat Zone Wrestling (CZW) es una promoción estadounidense de lucha libre profesional, basado en torno al estilo ultraviolento de la lucha libre profesional.

## Historia

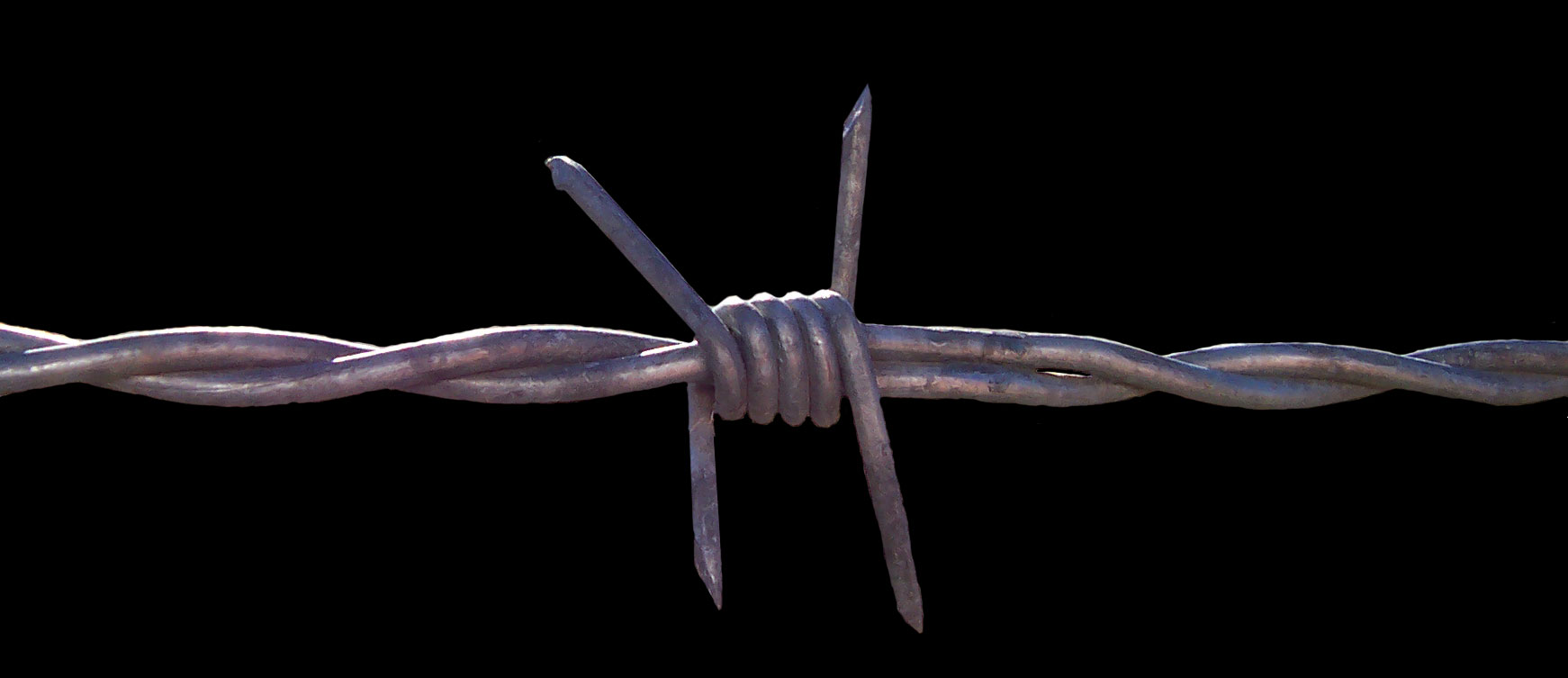
Alambres de púas

En 1999, Jose Zandig y cuatro de sus alumnos: Ric Blade, Lobo, Nick Gage y Justice Pain, comenzaron a realizar eventos de lucha libre en Nueva Jersey y Delaware, iniciando así un estilo de lucha hardcore (violenta) llamada "ultraviolencia". escaleras, mesas, chinchetas, alambres de púas, tubos de luz fluorescentes, segadoras (estas solo el primer año), cadenas y fuego son elementos comunes de los encuentros de lucha libre "ultraviolenta" en CZW. La empresa cubrió el nicho de mercado de los fanes de la lucha violenta que había sido dejado luego de la caída de la Extreme Championship Wrestling. CZW encontró la fama en el ECW Arena con su evento Cage of Death 3 en 2001. Es mayormente conocida por su estilo "ultraviolento" sus shows ofrecen muchas luchas "ultraviolentas". Finalizando el año 2002, se vieron forzados a atenuar su estilo, luego que la Pennsylvania State Athletic Commission (PSAC) publicó una prohibición del uso de tubos de fluorescente (entre otras cosas). Su show anual, Tournament of Death enfatiza el estilo "ultraviolento" de CZW.
Todos sus eventos son grabados y distribuidos por Smart Mark Video. CZW es emitido en TWC Fight! para los espectadores de Gran Bretaña e Irlanda como parte del programa "Bloodbath".
CZW continua haciendo eventos mensualmente en su sede central en el ECW Arena (New Alhambra Arena). Aparte de sus eventos mensuales, CZW también realiza eventos fuera de Filadelfia.

## Eventos anuales

### Cage of Death
El mayor evento de CZW al final del año es Cage Of Death. Este evento siempre tiene como atracción principal el "Cage Of Death" match (lucha en la "jaula de la muerte"), una jaula de acero con varios tipos de armas y objetos, para hacer el combate sumamente violento. Barras de la jaula electrificadas, cactus, mesas, tubos fluorescentes, vidrios, chinchetas, bates de béisbol, y alambres de púas son usados en esta lucha. Los combates siempre incluyen alto riesgo bumps (cuando una movida aérea puede terminar mal para un luchador y caer aparatosamente en el piso). El "Cage of Death" también tiene diferentes formatos y estipulaciones: individuales, en parejas, etc.

### Tournament of Death
Es el campeonato de lucha extrema, más sangrienta y cruda de todas las antes vistas.Consiste en un torneo con 3 asaltos, donde el luchador interesado en llevarse el trofeo tiene que pasar por distintos tipos de luchas, en estos asaltos las luchas pueden ser de 2; 3 y hasta 4 luchadores. Aparte de estas luchas inmersas en el torneo, siempre antes de la "final" y entre asaltos hay una lucha, ya sea normal de exhibición o una "death match" (como en el caso del TOD 4; 5 y 6).
Los luchadores que han ganado esta competencia han sido: Wifebeater en 2002 (en uno de los finales más recordados y sangrientos de toda la historia del wrestling mundial donde se utilizó, entre otras cosas, hasta un cortacésped ), "Sick" Nick Mondo en 2003, nuevamente Wifebeater en 2004, Necro Butcher en 2005, Nick Gage en 2006, Drake Younger en 2007, Danny Havoc en 2008, Thumbtack Jack en 2009, Scotty Vorteks en 2010(evento recordado porque cuatro días después falleció JC Bailey), Masada en 2011 y 2012, Danny Havoc en 2013 , Jun Kasai en 2014 Matt Tremont en 2015, Ricky Shane Page en 2016,Jimmy Havoc en 2017 y Jimmy Lloyd en 2018

### Best of the Best
Este torneo anual es diferente a los otros eventos de CZW, ya que enfatiza la habilidad atlética más que en el uso de armas. El torneo "Best of the Best" es, según la designación, un Torneo Peso Pesado Junior. En 2005, sin embargo, el formato del torneo cambió, siendo de peso libre. El siguiente año, retornó a su formato original. Entre los ganadores están: Winger, Trent Acid, B-Boy, Sonjay Dutt, Mike Quackenbush, y Ruckus, en ese orden. en el 2007 el ganador fue jocker al ganarle en una corta lucha a b-boy

### Chri$ Ca$h Memorial Show
El Chri$ Ca$h Memorial Show es un evento realizado en el mes de septiembre como un homenaje a Christopher Bauman, conocido como Chri$ Ca$h, quien falleció el 18 de agosto de 2005 a la edad de 23 años. En este evento, se realiza una lucha en su honor, denominada The Chri$ Ca$h Memorial Battle Royal.

## Campeonatos

### Campeones actuales
| Campeonato                         | Campeón(es)                         | Fecha                 | Días  | Evento                 | Anterior campeón                                         |
| ---------------------------------- | ----------------------------------- | --------------------- | ----- | ---------------------- | -------------------------------------------------------- |
| CZW World Heavyweight Championship | Joe Gacy                            | 26 de julio de 2020   | 1689+ | TCW Rise of the Titans | Danny Demanto                                            |
| CZW World Tag Team Championship    | The REP (Dave McCall & Nate Carter) | 26 de octubre de 2019 | 1963+ | CZW to Hell and Back   | The House of Gargone (Anthony Gargone & The Amazing Red) |
| CZW Wired Television Championship  | KC Navarro                          | 8 de febrero de 2020  | 1848+ | 21st Anniversary       | AR Fox                                                   |

### Campeonatos Retirados
- CZW Death Match Championship
- CZW Dojo Wars Tag Team Championship
- CZW Iron Man Championship
- CZW Medal of Valor Championship
- CZW Womens Championship

## Elenco
| Nombre             | Nombre Real         | Notas                              |
| ------------------ | ------------------- | ---------------------------------- |
| Amazing Red        | Jonathan Figueroa   |                                    |
| Anthony Gangone    | Anthony Gangone     |                                    |
| AR Fox             | Thomas Ballester    |                                    |
| BLK Jeez           | Darnell Kittrell    | Miembro de BLKOUT.                 |
| Brandon Kirk       | Desconocido         |                                    |
| Casanova Valentine | Desconocido         |                                    |
| Conor Claxton      | Desconocido         |                                    |
| Dan O'Hare         | Desconocido         |                                    |
| Dave McCall        | Desconocido         | Campeón Mundial en Parejas de CZW. |
| DJ Hyde            | David John Markland | Dueño de CZW.                      |
| DK Meadows         | Desconocido         |                                    |
| Dominick Denaro    | Desconocido         |                                    |
| Eran Ashe          | Desconocido         |                                    |
| Jimmy Lloyd        | Desconocido         |                                    |
| Joe Gacy           | Desconocido         | Campeón Mundial Peso Pesado de CZW |
| Jordan Oliver      | Desconocido         |                                    |
| KC Navarro         | Desconocido         | Campeón Wired de CZW.              |
| Kee Min            | Desconocido         |                                    |
| Kit Osbourne       | Kyle Chrupcala      |                                    |
| Masada             | Brigham Paul Doane  |                                    |
| Matt Tremont       | Matthew Tremont     |                                    |
| Mitch Vallen       | Desconocido         |                                    |
| Nate Carter        | Desconocido         | Campeón Mundial en Parejas de CZW. |
| Rickey Shane Page  | Desconocido         |                                    |
| Ruckus             | Claude Marrow       | Miembro de BLKOUT.                 |
| Stockade           | Desconocido         |                                    |
| Valentina Vasquez  | Desconocido         | Valet de Anthony Gangone.          |

### Otros
| Nombre           | Nombre Real      | Notas                      |
| ---------------- | ---------------- | -------------------------- |
| Dave Marquez     | Dave Marquez     | Copropietario de CZW.      |
| Dan Cowhey       | Dan Cowhey       | Comentarista.              |
| Emil Jay         | Desconocido      | Comentarista y Anunciador. |
| Jake Black       | Jake Affleck     | Comentarista.              |
| James Figueiredo | James Figueiredo | Jefe de Producción.        |
| Larry Legend     | Desconocido      | Anunciador.                |
| Maven Bentley    | Maven Bentley    | Presidente de CZW.         |